# Jimmy Demaret
Jimmy Demaret (24 de maio de 1910 — 28 de dezembro de 1983) foi um golfista profissional norte-americano.
Campeão do Masters de Golfe de 1940, 1947 e 1950 – o primeiro tricampeão do Masters. Venceu 31 torneios do circuito PGA entre 1935 e 1957.
Jimmy foi introduzido no Hall da Fama do Golfe Mundial em 1983.
Em 2000 foi considerado um dos vinte melhores golfistas do século XX pela revista Golf Digest.
Jimmy também foi ator convidado do episódio de I Love Lucy e fez algumas aparições, ao lado de Lucille Ball, na sitcom The Lucy Show em 1964.
Morreu em 1983 vítima de um ataque cardíaco, em Houston, quando se preparava para uma partida de golfe.